# 6383 Tokushima
6383 Tokushima eller 1988 XU1 är en asteroid i huvudbältet som upptäcktes den 12 december 1988 av de båda japanska astronomerna Toshimasa Furuta och Masayuki Iwamoto vid Tokushima-Kainan-observatoriet. Den är uppkallad efter Tokushima-Kainan-observatoriet.
Asteroiden har en diameter på ungefär 14 kilometer och den tillhör asteroidgruppen Eos.